# Front Mission
Front Mission ist eine rundenbasierte japanische Strategiespiel-Serie, welche von der Spielefirma Square entwickelt und vermarktet wurde.

## Handlung und Spielprinzip
Die Front Mission-Serie erzählt eine futuristische Welt gegen Ende des 21. Jahrhunderts und aufwärts, in der die Technologie von Mechas als Waffensystem Einzug hielt und Staaten sich in den großen ökonomischen Blöcken USN, OCU, Zaftra, EC und OAC zusammenfassen. Die Machtverhältnisse, Ansprüche an Territorien und Verschwörungen zwischen den Blöcken, treiben die Handlung der einzelnen Spiele an, die von einer Vielzahl von Protagonisten und Antagonisten getragen wird. Zu Beginn von Front Mission, den ersten Teil der Serie, muss sich der Spieler beispielsweise zwischen einen der beiden Supermächte OCU und USN entscheiden, um dann später auf dem Schlachtfeld gegen die gegnerischen Wanzer (die Abkürzung für „Wanderpanzer“) anzutreten. Die klassische Spielweise der Front Mission Serie erfüllt sich in den Mechaniken des rundenbasierten Strategie-Rollenspiels. Ist ein Kampf gewonnen, können die Wanzer in einer Stadt repariert, aufgerüstet, neue Waffen und Panzerungen gekauft und neue Piloten rekrutiert werden.

## Chronologie

### Front Mission
Der erste Teil von Front Mission wurde im Februar 1995 erstmals in Japan veröffentlicht, wo diese Spieleserie sehr bekannt und beliebt ist. Das Strategiespiel Front Mission wurde von der Spielefirma Square zuerst nur für die Spielkonsole SNES entwickelt und vermarktet. In den folgenden Jahren wurde das Spiel dann auch auf andere Spiele-Plattformen wie z. B. PlayStation und WonderSwan Color portiert. Im Jahr 2000 wurde das Spiel von Fans ins Englische und im Jahr 2003 ins Deutsche übersetzt. Im Oktober 2007 erschien dann in Nordamerika eine überarbeitete und übersetzte Version für den Nintendo DS. Eine PAL-Veröffentlichung folgte nicht. Es gibt im ersten Teil sehr viele verschiedene Kampfschauplätze und eine Vielzahl an feindlichen Wanzern.

### Front Mission: Gun Hazard
Ein Jahr nach dem Erfolg des ersten Teils von Front Mission, brachte Square den Nachfolger Front Mission : Gun Hazard (ebenfalls für SNES) auf den japanischen Markt. Doch anstatt eines simplen Nachfolgers entwickelte Omiya Soft einen Spin-off der Serie, welcher aus dem ehemaligen Taktik-Rollenspiel ein seitwärts laufendes Shoot ’em up mit Rollenspiel-Elementen machte.

### Front Mission 2
Front Mission 2 wurde von Square Enix nur in Japan für die Spielkonsole PlayStation veröffentlicht. Das Spiel folgt der Geschichte des ersten Teils der Serie.

### Front Mission 3
Front Mission 3 wurde im Juli 2000 für die Spielkonsole PlayStation in Japan und später auch in Deutschland (allerdings nur in englischer Spiel-Sprache) veröffentlicht, wobei es sich dabei ebenfalls um ein rundenbasiertes Strategie-Spiel handelt. Der Spieler kann dabei zwischen zwei Handlungssträngen wählen, welche sich nur an bestimmten Schlüsselszenen kreuzen.

### Front Mission Alternative
Bei Front Mission Alternative handelt es sich um ein Echtzeit-Strategiespiel, welches kurz nach dem zweiten Teil nur in Japan veröffentlicht wurde.

### Front Mission 4
Der vierte Teil der Serie wurde im Dezember 2003 für die Spielkonsole PlayStation 2 in Japan veröffentlicht. Ein halbes Jahr später erschien eine lokalisierte Fassung in den USA; eine Veröffentlichung in Europa gab es nicht.

### Front Mission 5 - Scars of the War
Front Mission 5 - Scars of the War ist nur für die PlayStation 2 in Japan erschienen, eine geplante Veröffentlichung in den Vereinigten Staaten wurde gestrichen. Grund hierfür waren die sehr schlechten Verkaufszahlen des 4. Teils in den USA. Das Front Mission 5 Fan Translation Project übersetzte jedoch das Spiel bisher weitgehend auch ins Englische.

### Front Mission Online
Front Mission Online war eine Online-Version dieser Serie, welche im Dezember 2005 nur in Japan für die PlayStation 2 und später auch für Windows erschien. Schauplatz des Online-Strategiespiels, bei dem sich erneut die beiden Supermächte OCU und USN gegenüberstanden, war die fiktive Insel Huffman Island. Front Mission Online wurde Mitte Juni 2008 eingestellt.

### Front Mission 2089
Front Mission 2089 wurde von MSF und Winds entwickelt. Square Enix veröffentlichte das Spiel für zwei Mobiltelefon-Portaldienste, im März 2005 für i-mode und im Oktober 2005 für EZweb. Ein zweiter Teil, Front Mission 2089-II, wurde später veröffentlicht. Im Mai 2008 wurde ein Remake des ersten Teils unter dem Titel Front Mission 2089: Border of Madness veröffentlicht.

### Front Mission: Evolved
Erscheinungstermine: 16. September 2010 (Japan), 28. September 2010 (USA), 8. Oktober 2010 (EU/PAL Regionen, Steam)
Front Mission: Evolved ist ein von Double Helix Games entwickelter 3rd Person Action Shooter und wird durch Square Enix vertrieben. Die Geschichte des Spiels findet 50 Jahre nach Front Mission 5 statt. Die Menschheit startet eine Expansionsoffensive in den Weltraum, unterstützt durch die Konstruktion mehrerer Orbitalaufzüge. Es kommt jedoch zu politischen Spannungen als unbekannte Kräfte den Aufzug der USN in Nordamerika zerstören.

### Left Alive
Left Alive ist ein Action-Stealth-Spiel von Square Enix, das sich im Universum der Front-Mission-Serie einfügt. In Japan erschien das Spiel im Februar 2019 und international im März 2019 für die PlayStation 4 und dem PC. Left Alive wurde von diversen erfahrenen Größen in der Videospielebranche wie Yoji Shinkawa, Shinji Hashimoto und Takayuki Yanase produziert und entwickelt.
Die Ereignisse des Spiels finden im Jahre 2127 statt. Der Staat Garmoniya startet eine Offensive gegen Novo Slava, einer Grenzstadt der Republik Ruthenia. Mit Exoskeletten ausgerüsteten Fußsoldaten, Panzer und Wanzer, beginnen die Invasoren scheinbar grundlos einen brutalen Genozid an den Bürgern von Novo Slava und den völlig überrannten Truppen Rutheniens. Der Spieler schlüpft abwechselnd zur Aufklärung der Hintergründe der Invasion in den Rollen der drei Charaktere Mikhail Shuvalov, Olga Kalinina und Leonid Osterman. Die geografische Lage des Krieges nimmt mit diversen Details der fiktiven Handlung eine Andeutung an den Ukraine-Krieg vor.
Das Gameplay von Left Alive mutet zunächst dem von Front Mission: Evolved an, ähnelt es aber mehr den Spielen der Metal-Gear-Reihe. Mit rarer Munition und selbstgebauten Fallen, muss der Spieler die Besatzer bekämpfen, ausweichen oder Überlebende des Massakers zu den sicheren Schutzräumen lotsen. In regelmäßigen Abständen kann der Spieler auch Wanzer kapern, um einen Spielfortschritt zu erreichen.